# Edith Keller-Herrmann
Edith Keller-Herrmann, née Edith Keller le 17 novembre 1921 à Dresde et morte le 12 mai 2010, est une joueuse d'échecs allemande qui fut une des meilleures joueuses mondiales des années 1950 et 1960. Cinquième du championnat du monde féminin de 1949-1950, elle reçut le titre de Grand maître international féminin en 1978.

## Biographie
Née à Dresde en 1921, Edith Keller était la sœur du joueur d'échecs Rudolf Keller, maître international en 1950. Elle apprit à jouer aux échecs avec son père et son frère quand elle avait quatorze ans. 
Edith Keller se maria au début des années 1950 avec le docteur Ludwig Herrmann, également joueur d'échecs qui représenta l'Allemagne de l'Est lors de l'Olympiade d'échecs de 1956.

## Championne d'Allemagne
En 1942, elle remporta le championnat féminin de la Grande Allemagne à Bad Oeynhausen. L'année suivante, elle finit troisième du championnat féminin à Vienne. Après la Seconde Guerre mondiale, elle remporta le championnat d'Allemagne en 1947, 1951, 1952 et 1953 et le championnat indépendant d'Allemagne de l'Est (RDA) en 1950, 1952, 1956, 1957 et 1959.

## Cinquième du championnat du monde féminin 1949-1950
En décembre 1949-janvier 1950, à Moscou, Edith Keller participa au premier championnat du monde d'échecs féminin depuis 1939. Le championnat opposait seize joueuses et Keller finit à la 5e-7e place ex æquo. 
En 1950, La Fédération internationale des échecs décerna le titre de Maître international féminin des échecs aux seize finalistes du championnat du monde.

## Candidate au championnat du monde féminin (1952 à 1959)
Dans les années 1950, le championnat du monde féminin était précédé d'un tournoi des candidates qui déterminait la challenger pour le titre du championnat du monde.
En 1952, Edith Keller finit quatrième, ex æquo avec Valentina Belova et Kira Zvorykina , du tournoi des candidates de Moscou avec 10 points sur 15.
En octobre 1955, elle occupa seule la troisième place du tournoi des candidates disputé à Moscou avec 14 points sur 19 et une victoire sur la future championne du monde Olga Rubtsova.
En mai 1959, à Plovdiv, Edit Keller finit quatrième ex æquo avec 9 points sur 14.

## Olympiades féminines avec la RDA
Edith Keller-Hermann a représenté l'Allemagne de l'Est lors de quatre premières olympiades féminines. Elle jouait au premier échiquier est-allemand en 1957, 1963 et 1966 et remporta à chaque fois la médaille de bronze par équipe. En 1957, elle remporta la médaille d'argent individuelle au premier échiquier est-allemand. En 1963, elle remporta également la médaille de bronze individuelle au premier échiquier avec sa marque de 11,5 points sur 14 (82,1 %). En 1969, elle joua au deuxième échiquier et son équipe finit sixième.